# تپه رووا
تپه رووا مربوط به عصر آهن - دوره اشکانیان است و در شهرستان سلسله، بخش فیروزآباد، دهستان فیروزآباد، ۶۲۰ متری جنوب غرب روستای ده آقا واقع شده و این اثر در تاریخ ۲۸ اسفند ۱۳۸۵ با شمارهٔ ثبت ۱۸۷۸۵ به‌عنوان یکی از آثار ملی ایران به ثبت رسیده است.